# Balys Norvaiša
Balys Norvaiša (* 23. Dezember 1907jul. / 5. Januar 1908greg. in Sankt Petersburg; † unbekannt) war ein litauischer Fußballspieler und Kommandant einer Spezialeinheit im Zweiten Weltkrieg.

## Leben
Balys Norvaiša wurde in Sankt Petersburg, der Hauptstadt des Russischen Kaiserreichs, geboren. Er spielte mindestens im Jahr 1928 für den LFLS Kaunas. Während des Baltic Cup 1928 absolvierte der Mittelfeldspieler zwei Länderspiele für die Litauische Fußballnationalmannschaft.
Im Zweiten Weltkrieg war er zunächst Leutnant in den Litauischen Streitkräften, bevor er im November 1941 Kommandant einer litauischen Spezialeinheit (Ypatingasis būrys) wurde. Die Einheit, die Teil des Sonderkommandos während der deutschen Besatzung war, bestand hauptsächlich aus litauischen Freiwilligen. Die Einheit war dem Einsatzkommando des Sicherheitsdienst (SD) und der Sicherheitspolizei (Sipo) unterstellt. Das Kommando, das eigentlich von SS-Unteroffizier Martin Weiss geführt wurde, war in den Jahren von 1941 bis 1944 an dem Massaker von Ponary beteiligt, bei dem etwa 70.000 Juden ermordet wurden. Mitglieder der Einheit flohen 1944 vor der herannahenden Front, darunter einige nach Deutschland. Norvaiša wurde noch Ende 1943 in einem Bataillon eingesetzt und das Kommando über die Spezialeinheit an Unteroffizier Jonas Tumas übertragen.
Es wird angenommen, dass Norvaiša im Jahr 1944 in die Vereinigten Staaten floh. Nach anderen Angaben starb er während der Luftangriffe auf Dresden im Februar 1945.